# Waleria
Waleria – imię żeńskie pochodzenia łacińskiego ‘Valeria’, utworzone od nazwy rodu Waleriuszy; jest żeńskim odpowiednikiem imion Walery i Walerian.
Imię nie występowało w średniowiecznych źródłach polskich. Imię Waleria traci na popularności: w 2008 nosiły je 25073 Polki, ale w drugiej połowie XX w. nadano to imię mniej niż 1000 dziewczynkom. W styczniu 2024 w rejestrze PESEL, wśród publicznie dostępnych danych, wykazano 3961 kobiet o imieniu Waleria nadanym jako imię pierwsze oraz 4901 kobiet noszących imię Waleria jako imię drugie. Dla porównania, najczęściej nadane jako żeńskie imię pierwsze – Anna, nosi 1072616 osób.
Formy zdrobniałe to Walerka, Walercia.
Waleria imieniny obchodzi:
- 28 kwietnia[6][1], jako wspomnienie Walerii z Mediolanu[7],
- 5 czerwca[6][1], jako wspomnienie św. Walerii z Cezarei Palestyńskiej[8]
- 8 października[1], jako wspomnienie św. Walerii z Honnecourt[9],
- 9 grudnia[1], jako wspomnienie św. Walerii z Limoges[6].

## Imię Waleria w innych językach[10]
- łacina – Valeria
- angielski – Valerie, Valeria
- czeski – Valérie, Valerie
- francuski – Valérie
- hiszpański – Valeria
- niemieckl – Valerie, Valeria
- rosyjski – Valerija
- słowacki – Valéria
- słoweński – Valerija
- włoski – Valeria.

## Kobiety noszące imię Waleria
- Valerie Perrine – amerykańska aktorka i modelka
- Waleria Rostkowska – polska śpiewaczka operowa i aktorka teatralna
- Waleria Szalay-Groele – polska powieściopisarka, pedagog, reportażystka
- Valeria Golino – włoska modelka i aktorka
- Valérie Grenier – kanadyjska narciarka alpejska
- Valerie Poxleitner – kanadyjska piosenkarka i autorka tekstów piosenek.